# Andzeļi
Andzeļi (łat. Andzeļi; pol. Andzelmujża) – wieś na Łotwie, w krainie historycznej Łatgalia, w novadsie Krasław, centrum administracyjne pagastu Andzeļi. 

## Geografia
Miejscowość położona nad jeziorem Ežezers (pol. Esza), 11 km na północ od Dagdy, 190 km na północny wschód od Dyneburga, 272 km na południowy wschód od Rygi.

## Historia
W czasach Rzeczypospolitej Andzelmujża leżała w Inflantach polskich na terenie traktu rzeżyckiego. W końcu XVII  wieku został tu zbudowany drewniany kościół rzymskokatolicki pw. św. Jana Chrzciciela, konsekrowany przez biskupa inflanckiego i piltyńskiego Mikołaja Popławskiego (1697). 
W XVIII  wieku miejscowość była jedną z posiadłości rodziny Weyssenhoffów herbu Łabędź Złośliwy (inną były Rybiniszki). Należała do młodszego brata Michała Weyssenhoffa, Jana, którego synowie: Józef i Jan, urodzeni w Andzelmujży, zasłużyli się w dziejach Polski. 
Po I rozbiorze Rzeczypospolitej Andzelmujża znalazła się w zaborze rosyjskim – ujezd rzeżycki kolejnych guberni: pskowskiej, połockiej, witebskiej, na tzw. ziemiach zabranych.
W 1782 Jan Weyssenhoff (senior) ufundował drewnianą kaplicę dworską, która służyła miejscowym katolikom jako kościół parafialny. 
Po I wojnie światowej miejscowość, podobnie jak cała Łatgalia, przejściowo wchodziła w skład Łotewskiej Socjalistycznej Republiki Radzieckiej (1918–1920), a następnie powróciła do terytorium Republiki Łotewskiej (1918–1940). 
W czasach radzieckich Andzeļi stało się ośrodkiem sielsowietu (1945). Funkcjonował tu sowchoz, a na początku lat 60. rozebrano niszczejący drewniany kościół, współfundowany przez Weyssenhoffa w 1845 r.

## Współczesność
Po śpiewającej rewolucji i odrodzeniu państwa łotewskiego Andzeļi stało się centrum pagastu Andzeļi. Obecnie znajdują się tu szkoła, dom kultury, biblioteka, poczta, punkt felczersko-położniczy, pensjonat, centrum rekreacji. We wsi funkcjonuje także parafia św. Jana Chrzciciela należąca do diecezji rzeżycko-agłońskiej. Kościół parafialny mieści się w wyremontowanym i przystosowanym do celów religijnych budynku świeckim, który został poświęcony przez arcybiskupa ryskiego Jānisa Pujatsa (1994).